# Yannick Mbengono
Yannick Mbengono (* 11. Juni 1987 in Bertoua), mit vollständigen Namen Yannick Mbengono Andoa, ist ein kamerunischer Fußballspieler.

## Karriere
Yannick Mbengono stand bis 2005 beim FS Akonolinga in Akonolinga unter Vertrag. Mitte 2005 ging er nach Europa. Hier unterschrieb er in Ungarn einen Vertrag bei Honvéd Budapest. Der Verein aus Budapest spielte in der ersten Liga, der Nemzeti Bajnokság. Für Honvéd absolvierte er vier Erstligaspiele. 2006 wechselte er zum Ligakonkurrenten Kecskeméti TE nach Kecskemét. Bis 2009 spielte er 48-mal für den Klub. Debreceni Vasutas SC, ein Verein aus Debrecen der ebenfalls in der ersten Liga spielte, verpflichtete ihn von 2010 bis 2012. 61-mal stand er für Debrecen auf dem Spielfeld. Mit dem Verein wurde er 2010 und 2012 ungarischer Fußballmeister. 2010 gewann er mit Debrecen den Supercup. Den ungarischen Fußballpokal gewann er 2012. Das erste Halbjahr 2013 spielte er wieder für seinen ehemaligen Verein Kecskeméti. Mitte 2013 zog es ihn nach Asien. Hier unterschrieb er in Thailand einen Vertrag beim Chainat Hornbill FC. Mit dem Verein aus Chainat spielte er 12-mal in der ersten Liga, der Thai Premier League. Der thailändische Zweitligist Krabi FC nahm ihn die Saison 2014 unter Vertrag. Für Krabi stand er 12-mal in der Thai Premier League Division 1 auf dem Spielfeld. 2015 ging er wieder nach Ungarn. Hier verpflichtete ihn Lombard Pápa, ein Erstligist aus Pápa. Von September 2016 bis Ende 2016 spielte er beim STC Salgótarján. Seit Anfang 2017 ist er vertrags- und vereinslos.

## Erfolge
Debreceni Vasutas SC
- Nemzeti Bajnokság: 2010, 2012
- Supercup: 2010
- Ungarischer Fußballpokal: 2012